# Colin Andrews
Colin Andrews (Londen, 6 mei 1948 – Tongerlo,  18 juli 2015) was een Engels voetbalspeler en trainer.
Rond 1973 haalde toenmalig Berchem-trainer Rik Coppens de Engelse voetballer van het befaamde Queens Park Rangers FC naar Berchem. Andrews groeide er uit tot een van de publiekslievelingen in een periode dat K Berchem Sport als derde grote club van het Antwerpse voetbal de concurrentie aanging met Antwerp FC en Beerschot VAC. Hij vond zijn draai in Antwerpen en na zijn actieve carrière als voetballer, keerde hij niet naar zijn vaderland terug. Colin Andrews stopte weliswaar als actieve voetballer, maar het voetbal liet hem zeker niet los, en dus werd hij trainer. In 30 jaar was Andrews actief als trainer bij meer dan een dozijn clubs. Hij combineerde ondertussen zijn trainerscarrière met een job in de Haven van Antwerpen.
Hij overleed plotseling tijdens een voetbalstage van zijn nieuwe werkgever KFC Herleving Sinaai.